# Ath-Thaghr al-Alà
Ath-Thaghr al-Alà (àrab: الثغر الأعلى, aṯ-Ṯaḡr al-Aʿlà), també coneguda per la seva traducció literal com a Frontera Superior o Marca Superior, i també anomenada aṯ-Ṯaḡr al-Aqsà o Frontera Extrema o Llunyana, aṯ-Ṯaḡr al-Akbar o Frontera Gran, i aṯ-Ṯaḡr al-Aʿẓam o Frontera Suprema, fou una divisió administrativa i militar al nord-est de l'Àndalus, a la vall de l'Ebre. Al segle ix ja existien tres marques, l'esmentada i dues més: la Marca o Frontera Mitjana (aṯ-Ṯaḡr al-Awsat) i la Marca o Frontera Inferior (aṯ-Ṯaḡr al-Adnà); la inferior tenia per centre Mèrida i Badajoz (Màrida i Batalyaws) i la mitjana anava de Madrid (Majrit), Salamanca, Canales (Kanàlix), Olmos (Wúlmuix) i Calatalifa (Qàlat al-Khalifa) fins a Toledo (Tulàytula). Limitava amb l'Imperi Carolingi per l'anomenada Marca Hispànica, el seu anàleg cristià.

## Antecedents
Els musulmans van desembarcar el 711 a Gibraltar i poc després van vèncer els visigots en la batalla de Guadalete, per arribar la primavera de 714 a la vall de l'Ebre; un cop assegurada la rereguarda sotmetent Corduba, Spali, Mèrida i Tulaytula, l'ocupació del territori passava pel domini dels centres urbans més importants del Regne dels visigots, entre aquests Cesaracosta. L'entrada dels musulmans a Cesaracosta fou pacífica, però alguns nobles visigots i alts dignataris eclesiàstics van fugir al Pirineu. Després de la conquesta de la Tarraconense, el valí d'Hispània As-Samh ibn Màlik al-Khawlaní va envair la Gàl·lia Narbonesa establint el valiat d'Arbuna amb la seva capital a Arbuna el 720, oferint als habitants generoses condicions i ràpida pacificació de les altres ciutats. Amb Arbuna assegurada, i sobretot amb el seu port, els mariners àrabs eren els amos del Mediterrani occidental, sotmetent ràpidament les ciutats controlades pels comtes visigots. El 721, van arribar reforços per preparar el setge de Tolosa, que era la clau per a dominar la Gàl·lia Aquitània amb les mateixes condicions que Gàl·lia Narbonesa, però aquests seus plans van fallar per la derrota en la Batalla de Tolosa. Les forces àrabs, assentades sòlidament a la Gàl·lia Narbonesa i proveïdes fàcilment per mar, van continuar atacant cap a l'est arribant fins a Autun el 725. L'any 731, el valí amazic de Narbona i la regió de Cerdanya Uthman ibn Naissa impugnà Abd-ar-Rahman ibn Abd-Al·lah al-Ghafiqí per raó de l'opressió que patien els amazics al nord d'Àfrica i va pactar una treva amb el duc d'Aquitània Odó el Gran. En represàlia, al-Ghafiqí envià una missió per capturar Uthman, que durant el transcurs del combat de Llívia quedà assetjat i fou mort.
El 732, al-Ghafiqí va reprendre l'escomesa contra el Regne dels francs i escollí la ruta de Pamplona i Roncesvalls per penetrar vers la Gàl·lia Aquitània. Després de la batalla de Bordeus, va conquerir la ciutat i la va saquejar amb virulència. El duc d'Aquitània Odó el Gran els va sortir a l'encontre quan els invasors creuaven el riu Dordonya, però va ser derrotat en la batalla de la Garona, raó per la qual es va veure obligat a recompondre la seva relació amb Carles Martell, oferint-li submissió i ajuda per fer front als musulmans. Carles Martell va enviar ràpidament un exèrcit mentre Al-Ghafiqí avançava imparable. Després de saquejar la regió de Poitiers, al-Ghafiqí va prosseguir l'avenç cap al nord en direcció a l'abadia de Sant Martí de Tours, però en el camí entre Poitiers i Tours li varen sortir a l'encontre les forces del duc Odó i els reforços enviats per Carles Martell, lliurant-se la decisiva batalla de Tours l'octubre del 732. Les tropes àrabs van ser derrotades i al-Ghafiqí fou mort. Els supervivents es van retirar en desordre cap a Narbona. Després de la batalla de Tours, les noves agressions dels musulmans a la zona d'Arle i l'aliança de Maurontus amb Yússuf ibn Abd-ar-Rahman al-Fihrí contra els francs obligaren Carles Martell a promoure una nova expedició aplegant un gran exèrcit de francs i borgonyons que s'apoderaren d'Avinyó. Després de prendre la ciutat, Carles Martell va travessar el Roine i entrà a la Gàl·lia Narbonesa, on inicià el setge d'Arbuna (Narbona) el 737, ciutat que finalment no va poder prendre. El 742, l'esclat de la revolta amaziga del Valiat de l'Àndalus, i la posterior revolta iemenita del Valiat de l'Àndalus el 745 desembocaren en la reconquesta omeia del 756.

## La revolta d'Ath-Thaghr al-Alà i la conquesta carolíngia de la marca hispànica
El governador de Saraqusta, Hussayn ibn Yahya al-Ansarí, va planejar la restauració del poder del califat abbàssida el 777. Va rebre el suport d'Abd-ar-Rahman ibn Habib al-Fihri as-Siqlabí, parent del darrer emir dependent Yússuf al-Fihri, que va desembarcar a terres catalanes i va entrar en contacte amb el valí de Madínat Barxiluna Sulayman ibn Yaqdhan al-Kalbí al-Arabí, el qual es va unir a la revolta. Sulayman va viatjar a Paderborn i va oferir a Carlemany la submissió d'ambdós, però segurament es va excedir amb les promeses, perquè Hussayn no estava disposat a lliurar Saragossa als francs.
El 778, Hussayn es va proclamar emir en nom del califa abbàssida de Bagdad mentre Carlemany va creuar els Pirineus, va ocupar Pamplona i va anar cap a Saragossa; però l'esquadra d'as-Siqlabi fou incendiada a Tudmir (Múrcia) i les seves forces foren envoltades en unes muntanyes properes a València; quan Carlemany va arribar a Saragossa, el governador o emir no li va voler lliurar la ciutat i va al·legar que ell, personalment, no havia promès res. Carlemany va iniciar el setge de Saragossa (778) sense èxit i, al cap d'un mes, suposadament en rebre notícies d'un aixecament dels saxons, es va retirar; i a l'estiu, en la retirada, el seu exèrcit va sofrir una greu desfeta a Roncesvalls. L'emir de Còrdova va deposar Hussayn i fou nomenat en el seu lloc Abd-al-Màlik ibn Úmar. Aquest va anar a prendre possessió del seu govern, cosa que va aconseguir pel suport que li van donar les ciutats d'Osca i Tudela. Hussayn fou fet presoner, però va poder conservar el càrrec a canvi d'una promesa de lleialtat. Abd-ar-Rahman al-Fihri as-Siqlabí, que resistia a les muntanyes de València, fou assassinat per un amazic d'entre els seus seguidors mercenaris per cobrar la recompensa oferta pel seu cap (el qual acabarien enviant-lo a Abd-ar-Rahman I ad-Dàkhil entre el 778 i el 779). El Regne de Tudmir, governat per Atanagild, que segurament havia donat suport a aquesta revolta, fou probablement suprimit (desapareix de les cròniques).
En aquestos anys, forces favorables als francs van actuar també a Urgell, Girona (785) i Septimània. Girona (Jarunda) va passar a mans dels francs i els hispanii gots, junt amb altres llocs del nord de Catalunya, el 785. Les forces rebels que restaven, dirigides per Muhàmmad Abu-l-Àswad ibn Yússuf al-Fihrí, foren derrotades a la riba del Guadalimar el 24 de setembre del 784. El 788 el tercer fill de l'emir, Hixam, es va declarar hereu passant pel davant dels seus germans Sulayman ibn Abd-ar-Rahman i Abd-Al·lah ibn Abd-ar-Rahman. Abd al-Rahman va morir el 30 de setembre de 788 i Hixam I en fou proclamat successor.

## Límits territorials
Els límits d'Ath-Thaghr al-Alà coincidien amb la província romana i visigòtica de la Tarraconense, comprenent aproximadament el territori inclòs entre les ribes del Mediterrani i els naixements del Duero i el Tajo, on començava ath-Thaghr al-Àwsat o marca del mig.

## Islamització
Les terres de l'Ebre es van convertir en un territori fronterer, on es van establir importants contingents de iemenites que van fundar Qàlat al-Ayyub (Calataiud) i Qàlat Darwaca (Daroca). Els musulmans van iniciar un accelerat procés d'islamització gràcies a la concessió d'enormes facilitats per als que se sumaven a la comunitat musulmana, arabitzant noms i habilitant mesquites.
Ath-Thaghr al-Alà va mantenir durant llargs períodes llur independència respecte a Qúrtuba, on es va assentar el govern de l'Àndalus, fins i tot després de l'entronització dels Omeia el 756. Els tagarins van aliar-se amb Carlemany, que es va presentar amb un poderós exèrcit a Saraqusta el 778, perquè els protegís dels afanys d'annexió de Qúrtuba, però els saragossans no van complir i, atesa la impossibilitat d'ocupar la ciutat a l'assalt, va aixecar el campament, i en retornar a França, la rereguarda de l'exèrcit carolingi va patir una emboscada per parts dels vascons i va ser derrotada en la batalla de Roncesvalls.
Abd-ar-Rahman III, proclamat califa de Còrdova el 929, va exigir submissió total als senyors de les tagres, però Saraqusta es va sentir prou forta per trencar el vassallatge i es va revoltar el 934, i el 935 Abd-ar-Rahman va atacar dos cops la ciutat, que va resistir els setges, però va tornar el 937 disposat a prendre la ciutat a l'assalt, objectiu que finalment assolí el novembre d'aquell mateix any, reintegrant així la marca superior musulmana a l'obediència del califat omeia.

## Descomposició de l'estat omeia i la conquesta aragonesa
A principis del segle xi, la situació a l'Àndalus era molt convulsa: s'estava lluitant la fitna, una guerra civil, i les províncies van aprofitar la situació per a establir la seva independència. La primera a aconseguir-ho fou la marca superior, en mans dels tugíbides, en què sorgeixen els emirats de Saraqusta i l'emirat de Larida. Els almoràvits ocuparen l'emirat de Saraqusta el 1110, el 1112 atacaren Wasqa, i el 1114 el comtat de Barcelona, i foren derrotats en la batalla de Martorell (1114). Amb la caiguda de Saraqusta el 18 de desembre de 1118, convertint-se en la capital del Regne d'Aragó, la vall de l'Ebre es desplomà, prenent els aragonesos Tudela el febrer de 1119, conquerint l'emirat de Qàlat al-Ayyub i derrotant un exèrcit almoràvit quan tractava d'aturar l'avanç cristià a la batalla de Cutanda el 1120, i ocupant el 1124 Madina Salim.